# Mecaspidiellus lamottei
Mecaspidiellus lamottei är en skalbaggsart som beskrevs av Ruter 1969. Mecaspidiellus lamottei ingår i släktet Mecaspidiellus och familjen Cetoniidae. Inga underarter finns listade i Catalogue of Life.